# Emil Buchta
Emil Buchta (* 10. Mai 1910 in Hof (Saale); † 21. Februar 1974 in Erlangen) war organischer Chemiker und Hochschullehrer an der Friedrich-Alexander Universität Erlangen-Nürnberg.
Buchta wurde im Jahr 1935 an der Universität Erlangen-Nürnberg im Fach Chemie unter der Betreuung von Rudolf Pummerer promoviert. Seine Dissertation trug den Titel „Über ungesättigte Diaryllaktone und ihre Dissoziation in grüne Radikale“. Später wurde Buchta zum Professor und Direktor des Institutes für Organische Chemie der Universität Erlangen-Nürnberg berufen.
Sein Forschungsgebiete waren unter anderem Spirane. Darin entwickelte er Methoden zur Herstellung komplexer Ringsysteme, insbesondere eine mehrstufige Sequenz zur schrittweisen Synthese von Spirancyclen (Spirane sowie Di-, Tri- und Tetraspirane) durch aufeinanderfolgende Reduktions- und Kondensationsschritte. Außerdem forschte er zu polycyclischen aromatischen Verbindungen und veröffentlichte eine Serie von Arbeiten („Polycyclische Verbindungen“) mit neuen Syntheserouten für mehrkernige Kohlenwasserstoffe wie das krebserregende Methylcholanthren und Benzo[e]pyren.

## Veröffentlichungen (Auswahl)
- mit Wolfgang Merk: Spirocyclische Verbindungen, VIII. Symmetrische, nur aus Cyclobutan-Ringen bestehende Oligo- und Polyspirane. In: Justus Liebigs Annalen der Chemie. Band 694, Nr. 1, 1966, ISSN 1099-0690, S. 1–8, doi:10.1002/jlac.19666940102.
- mit Kurt Geibel: Spirocyclische Verbindungen, I. Spirane, Di-, Tri- und Tetraspirane. In: Justus Liebigs Annalen der Chemie. Band 648, Nr. 1, 1961, ISSN 1099-0690, S. 36–50, doi:10.1002/jlac.19616480107.
- mit Franz Andree: Eine Partialsynthese des „all“-trans-Methyl-bixins und des „all“-trans-4.4′-Desdimethyl-methyl-bixins. In: Chemische Berichte. Band 92, Nr. 12, 1959, ISSN 1099-0682, S. 3111–3116, doi:10.1002/cber.19590921214.